# 尤寧 (加利福尼亞州納帕縣)
尤寧（英語：Union）是位於美國加利福尼亞州納帕縣的一個非建制地區。該地的面積和人口皆未知。

## 地理
尤寧的座標為38°19′17″N 122°18′36″W / 38.32139°N 122.31000°W，而該地的平均海拔高度為24米（即79英尺）。